# 1022 Olympiada
1022 Olympiada este un asteroid din centura principală, descoperit pe 23 iunie 1924, de Vladimir Albițki.